# Adidas International 2000
Adidas International 2000 - чоловічий і жіночий тенісний турнір, що проходив на відкритих кортах з твердим покриттям NSW Tennis Centre у Сіднеї (Австралія). Належав до серії International в рамках Туру ATP 2000, а також до серії Tier II в рамках Туру WTA 2000. Тривав з 9 до 15 січня 2000 року. Ллейтон Г'юїтт і Амелі Моресмо здобули титул в одиночному розряді.

## Фінальна частина

### Одиночний розряд, чоловіки
Ллейтон Г'юїтт —  Джейсон Столтенберг 6–4, 6–0

### Одиночний розряд, жінки
Амелі Моресмо —  Ліндсі Девенпорт 7–6(7–2), 6–4

### Парний розряд, чоловіки
Марк Вудфорд /  Тодд Вудбрідж —  Ллейтон Г'юїтт /  Сендон Столл 7–5 6–4

### Парний розряд, жінки
Жюлі Алар-Декюжі /  Ай Суґіяма —  Мартіна Хінгіс /  Марі П'єрс 6–0, 6–3